# Rand Miller
Rand Miller és el cofundador de l'estudi Cyan Productions (rebatejat com a Cyan Worlds) amb el seu germà Robyn Miller. Es van fer famosos en el microcosmos dels videojocs després de l'inesperat èxit del seu videojoc Myst, que ha continuat sent el número u en vendes durant els anys 1990.
També al cap de Cyan, és en canvi menys implicat en la redacció, producció o programació, però ara se centra en la gestió dels projectes de què s'encarrega l'empresa. Al mateix temps, es troba a cada episodi de la saga Myst al paper principal d'Atrus, seqüències que ja no són només produïdes per Cyan.